# Sumter
Sumter is een plaats (city) in de Amerikaanse staat South Carolina, en valt bestuurlijk gezien onder Sumter County. Het is de tweede stad in de regio Midlands.
13 km ten westen van Sumter ligt de United States Air Force vliegbasis Shaw Air Force Base.

## Demografie
Bij de volkstelling in 2000 werd het aantal inwoners vastgesteld op 39.643.
In 2006 is het aantal inwoners door het United States Census Bureau geschat op 39.159, een daling van 484 (-1.2%).

## Geografie
Volgens het United States Census Bureau beslaat de plaats een oppervlakte van
69,3 km², waarvan 68,9 km² land en 0,4 km² water.

## Geboren
- John Gayle (1792-1859), politicus
- Virginia Capers (1925-2004), actrice
- Shawn Weatherly (1959), actrice
- Jay Ellis (1981), acteur

## Plaatsen in de nabije omgeving
De onderstaande figuur toont nabijgelegen plaatsen in een straal van 8 km rond Sumter.